# Acalypha schiedeana
Acalypha schiedeana är en törelväxtart som beskrevs av Diederich Franz Leonhard von Schlechtendal. Acalypha schiedeana ingår i släktet akalyfor, och familjen törelväxter. Inga underarter finns listade i Catalogue of Life.